# بيدك (بدرانلو)
بیدك (بالفارسية: بیدک) هي قرية تقع في إيران في قسم بدرانلو الريفي. يقدر عدد سكانها بـ 2,800 نسمة .